# 上原龍
上原 龍（うえはら りゅう、1985年4月4日 - ）は、長野県軽井沢町出身の競輪選手、元スピードスケート選手。競輪選手としては日本競輪選手会長野支部所属。日本競輪学校（当時。以下、競輪学校）第95期生。師匠は市村和昭（48期）。

## 経歴
軽井沢中学校時代、2001年の全国中学スケート競技大会500mで優勝。
佐久長聖高等学校時代、2003年の国体スピードスケート・少年男子1000mにおいて、2010年のバンクーバーオリンピック500mで銅メダルを獲得することになる加藤条治を破って優勝。
しかし、社会人になってからは成績が伸び悩み、目標としていた2006年のトリノオリンピックの出場を果たせなかったことから、自身の父親との交友があった市村和昭に弟子入りし、競輪選手を目指すことになった。
2007年に競輪学校第95期生として入学。同校在籍時代は在校競走成績第1位、そして卒業記念レースでも優勝した。
2009年1月2日、小田原競輪場でデビューし1着。その後デビュー以来無敗の9連勝を果たし、2008年1月より実施されているA級チャレンジ戦（A級3班にランクされている選手限定のレース。旧制度でいうB級に相当）の制度が設けられてから初となる、無敗でA級2班への特別昇班を決めた。